# Rhaconotus longulus
Rhaconotus longulus är en stekelart som beskrevs av Sergey A. Belokobylskij 1994. Rhaconotus longulus ingår i släktet Rhaconotus och familjen bracksteklar. Inga underarter finns listade i Catalogue of Life.